# العلاقات النرويجية البولندية
العلاقات النرويجية البولندية هي العلاقات الثنائية التي تجمع بين النرويج وبولندا.

## مقارنة بين البلدين
هذه مقارنة عامة ومرجعية للدولتين:
| وجه المقارنة                                              | النرويج                                                   | بولندا                                                                             |
| --------------------------------------------------------- | --------------------------------------------------------- | ---------------------------------------------------------------------------------- |
| المساحة (كم2)                                             | 385.21 ألف                                                | 312.68 ألف                                                                         |
| عدد السكان (نسمة)                                         | 5.33 مليون                                                | 38.43 مليون                                                                        |
| الكثافة السكانية (ن./كم²)                                 | 13.84                                                     | 122.91                                                                             |
| العاصمة                                                   | أوسلو                                                     | وارسو                                                                              |
| اللغة الرسمية                                             | بوكمول، لغات السامي، نينوشك، اللغة النرويجية              | اللغة البولندية                                                                    |
| العملة                                                    | كرونة نروجية                                              | زلوتي بولندي                                                                       |
| الناتج المحلي الإجمالي (بليون دولار)                      | 398.83 مليار                                              | 524.51 مليار                                                                       |
| الناتج المحلي الإجمالي (تعادل القوة الشرائية) بليون دولار | 322.23 مليار                                              | 1.02 تريليون                                                                       |
| الناتج المحلي الإجمالي الاسمي للفرد دولار أمريكي          | 74.40 ألف                                                 | 12.55 ألف                                                                          |
| الناتج المحلي الإجمالي للفرد دولار أمريكي                 | 65.61 ألف                                                 | 26.14 ألف                                                                          |
| مؤشر التنمية البشرية                                      | 0.944                                                     | 0.843                                                                              |
| رمز المكالمات الدولي                                      | +47                                                       | +48                                                                                |
| رمز الإنترنت                                              | .no                                                       | .pl                                                                                |
| المنطقة الزمنية                                           | ت ع م+01:00، ت ع م+02:00، توقيت وسط أوروبا، أوروبا/أوسلو ‏ | توقيت وسط أوروبا، ت ع م+01:00، ت ع م+02:00، أوروبا/وارسو ‏، توقيت وسط أوروبا الصيفي |

## مدن متوأمة
في ما يلي قائمة باتفاقيات التوأمة بين مدن نرويجية وبولندية:
- ترتبط كريستيانساند مع غدينيا باتفاقية توأمة.
- ترتبط نارفيك مع نوفي سونتس باتفاقية توأمة.
- ترتبط أوسلو مع وارسو باتفاقية توأمة منذ 2001.

## منظمات دولية مشتركة
يشترك البلدان في عضوية مجموعة من المنظمات الدولية، منها:
| علم المنظمة | اسم المنظمة                             | تاريخ انضمام النرويج | تاريخ انضمام بولندا |
| ----------- | --------------------------------------- | -------------------- | ------------------- |
|             | حلف شمال الأطلسي                        | 4 أبريل 1949         | 12 مارس 1999        |
|             | وكالة ضمان الاستثمار متعدد الأطراف      | 9 أغسطس 1989         | 29 يونيو 1990       |
|             | منظمة الشرطة الجنائية الدولية           | ?                    | ?                   |
|             | مجموعة الموردين النوويين                | ?                    | ?                   |
|             | منظمة حظر الأسلحة الكيميائية            | ?                    | ?                   |
|             | Strategic Airlift Capability ‏           | ?                    | ?                   |
|             | منظمة التجارة العالمية                  | 1995                 | 1 يوليو 1995        |
|             | الفريق المعني برصد الأرض                | ?                    | ?                   |
|             | الأمم المتحدة                           | 27 نوفمبر 1945       | 24 أكتوبر 1945      |
|             | مركز تنسيق الحركة في أوروبا ‏            | ?                    | ?                   |
|             | المنظمة الأوروبية لسلامة الملاحة الجوية | 1994                 | 2004                |
|             | مؤسسة التمويل الدولية                   | 20 يوليو 1956        | 29 ديسمبر 1987      |
|             | يونسكو                                  | 4 نوفمبر 1946        | 6 نوفمبر 1946       |
|             | مؤسسة التنمية الدولية                   | 24 سبتمبر 1960       | 28 أكتوبر 1960      |
|             | الوكالة الدولية للطاقة                  | ?                    | 25 سبتمبر 2008      |
|             | منظمة الأمن والتعاون في أوروبا          | 25 يونيو 1973        | 25 يونيو 1973       |
|             | الاتحاد الدولي للاتصالات                | 1866                 | 1921                |
|             | منظمة التعاون الاقتصادي والتنمية        | ?                    | 22 نوفمبر 1996      |
|             | مجموعة أستراليا                         | 1986                 | 1994                |
|             | وكالة الفضاء الأوروبية                  | 30 ديسمبر 1986       | 19 يناير 2012       |
|             | نظام تحكم تكنولوجيا القذائف             | 1990                 | 1998                |
|             | مجلس دول بحر البلطيق                    | ?                    | ?                   |
|             | مجلس أوروبا                             | 5 مايو 1949          | 26 نوفمبر 1991      |
|             | اتفاقية السماوات المفتوحة               | ?                    | ?                   |
|             | البنك الدولي للإنشاء والتعمير           | 27 ديسمبر 1945       | 27 يونيو 1986       |
|             | المنظمة الهيدروغرافية الدولية           | ?                    | ?                   |
|             | الاتحاد البريدي العالمي                 | ?                    | 1 مايو 1919         |

## وصلات خارجية
- موقع وزارة الخارجية النرويجية
- موقع وزارة الخارجية البولندية